# Irak – zemlja svetaca i mučenika
Irak – zemlja svetaca i mučenika (eng. Iraq – Land of saints and martyrs), dokumentarni film o kršćanima u Iraku. Snimljen je 2013. godine. Film je u Hrvatskoj premijerno prikazan na Laudato TV 22. svibnja 2018. godine.

## Sadržaj
U filmu je prikazana malo poznata činjenica da je današnji napaćeni Irak čuvar ponosne biblijske baštine. U 1. stoljeću po Kristu Asircima su kršćanstvo donijeli apostoli Toma i Tadej. Na prostoru današnjeg Iraka procvalo je kršćanstvo. Kršćanska povijest Iraka iznimno je bogata. Posvuda su nicali crkve i samostani. Zemlja se u vrijeme snimanja 2013. godine borila s naoružanom neprijateljskom pobunom. Kod raznih političkih i plemenskih skupina rasplamsali su se nasilni sukobi za moć. Posljedica je drastično smanjenje brojnosti kršćana. Danas progonjena Crkva u Iraku moli za potporu da bi opstala. Film kazuje kako kršćani danas žive u Iraku.